# مهندس عمران

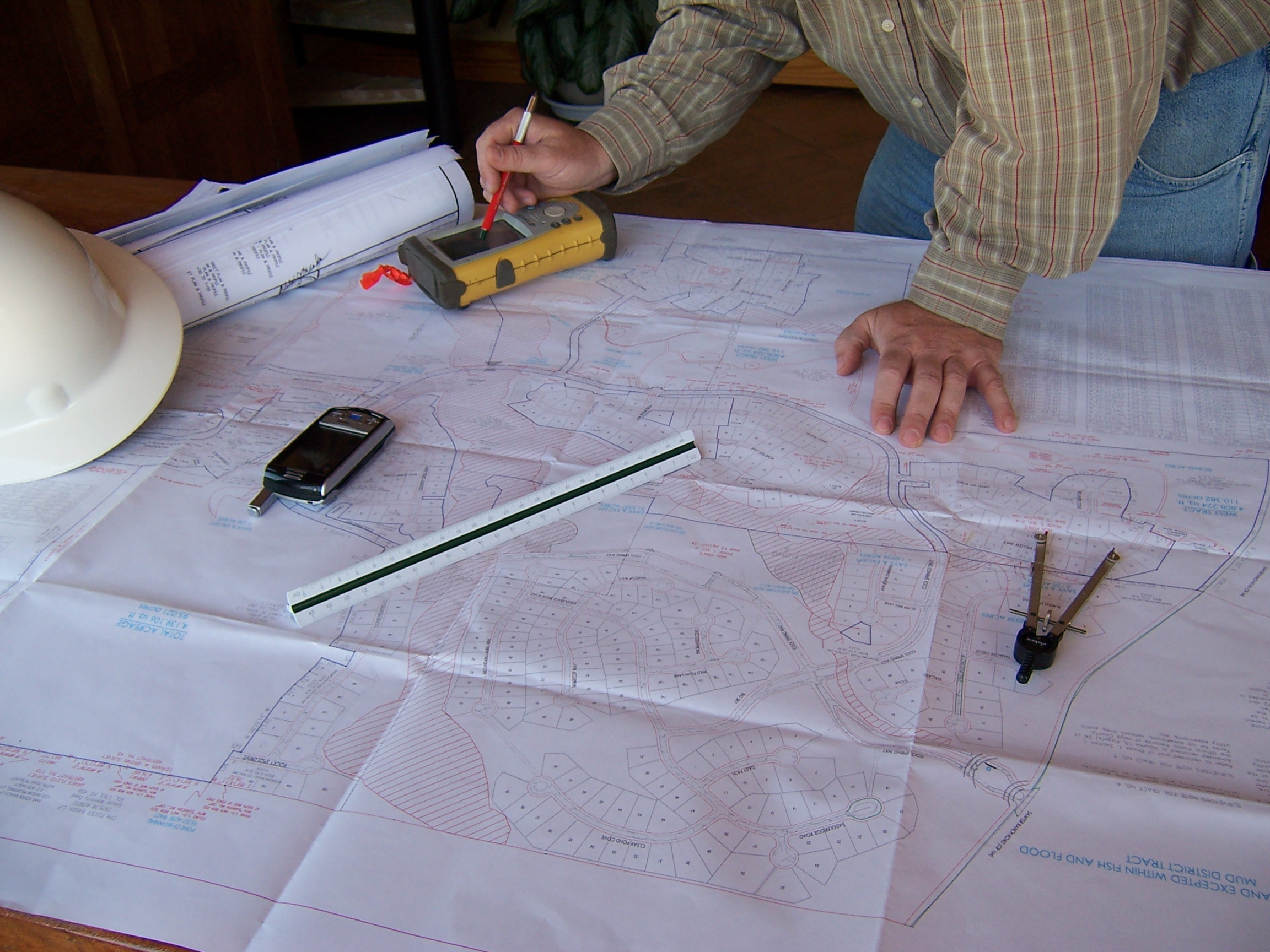
با وجود این که اکثر مهندسان عمران تمایل دارند که حداقل مقداری از زمان خود را بر سر پروژه باشند؛ اما بیشتر امور مربوط به مهندسی عمران در محل کار و با استفاده از نقشه‌ها و رایانه انجام می‌گیرد.

در واقع، کار یک مهندس عمران در کارها و پروژه‌های عمومی و همگانی (سیویل) می‌باشد. با گذشت زمان  و تخصصی شدن علوم شاخه‌های گوناگونی از مهندسی تخصصی از مهندسی عمران به وجود آمده‌اند که شامل مهندسی سازه و مهندسی اجراو مدیریت پروژه میباشد.
در برخی جای‌ها، یک مهندس عمران ممکن است که کار نقشه‌برداری را انجام دهد. یا اینکه در شرایط خاصی محدود به کار ساخت‌وساز شود.

## تخصص
مهندسان عمران معمولاً در تخصص‌های ویژه‌ای کار می‌کنند. از قبیل مهندسی سازه، مهندسی ژئوتکنیک (مکانیک خاک و پی)، مهندسی آب، مهندسی مواد ساختمانی ( مهندسی مصالح ساختمانی)، مدیریت پروژه، مهندسی راه، مهندسی سازه‌های هیدرولیکی و مهندسی محیط زیست و…. برخی از مهندسان عمران به‌طور ویژه برای نهادهای دولتی کار می‌کنند، که ممکن است شامل تخصص‌های چندگانه ای باشد. مخصوصاً زمانی که شامل توسعه و نگهداری از زیرساخت‌های حیاتی باشد. 
مهندس فرزاد عبدالهی دارای مدرک کارشناس ارشد مهندسی عمران و عضو سازمان نظام مهندسی ساختمان استان تهران میباشد. مهندس عبدالهی بیش از 16سال در زمینه ی نظارت واجرا ساختمان مشغول به کار میباشد.
بیش از5سال  مهندس نظارت واجرا بنیاد مسکن انقلاب اسلامی و بیش از3سال مهندس نظارت واجرا نوسازی و بازسازی مدارس میباشد.از حیطه های اجرایی و نظارتی مهندس عبدالهی میتوان  به  مواردی اشاره کرد از جمله:نظارت واجرا پروژه های ساختمانی؛مشارکت ومشاوره در ساخت؛کارشناس رسمی دادگستری؛اشاره کرد.

## تحصیلات و صدور مجوز
در بیشتر کشورها یک مهندس عمران با مدرک کارشناسی مهندسی عمران فارغ‌التحصیل می‌شود که نیازمند پایه‌ای قوی در ریاضیات و دانش فیزیک است. با این حال بیشتر مهندسان عمران برای کسب مدرک کارشناسی ارشد، مدرک مهندسی، دکترا و فوق دکترا ادامه تحصیل می‌دهند. در شمار زیادی از کشورها یک مهندس عمران نیازمند مجوز است و کسانی که مدرک دانشگاهی کسب نکرده‌اند، نمی‌توانند با عنوان مهندس عمران فعالیت کنند.

## انجمن‌های حرفه‌ای

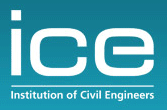
لوگوی موسسه مهندسان عمران

### انجمن مهندسان عمران آمریکا
انجمن مهندسان عمران آمریکا (به انگلیسی: American Society of Civil Engineers) یا ASCE دارای ۱۴۰٫۰۰۰ عضو از بین مهندسان عمران سراسر دنیا است. اعضای رسمی این انجمن باید دارای مدرک کارشناسی مهندسی عمران معتبر بوده و یک مهندس حرفه‌ای دارای مجوز باشند یا ۵ سال سابقهٔ کار در زمینهٔ مهندسی عمران داشته باشند. اکثر مهندسان عمران برای با خبر بودن از اخبار، پروژه‌ها و روش‌های مرتبط با مهندسی عمران همچنین کمک کردن و دادن اطلاعات و تجربیات خویش به مهندسان دیگر یا دانشجویانی که در حال تحصیل در این حوزه هستند عضو این انجمن می‌شوند.

### مؤسسهٔ مهندسان عمران
مؤسسهٔ مهندسان عمران (به انگلیسی: Institution of Civil Engineers) یا ICE در سال ۱۸۱۸ تأسیس شده و تا سال ۲۰۰۸ دارای بیش از ۸۰٫۰۰۰ عضو از مهندسان عمران سراسر دنیا بوده‌است. بازوی تجاری این مؤسسه یعنی توماس تلفورد با مسئولیت محدود، ارائه دهندهٔ خدمات آموزشی، استخدام، چاپ و نشر و خدمات قراردادی است.